# Acolobus sericeus
Acolobus sericeus är en stekelart som beskrevs av Wesmael 1845. Acolobus sericeus ingår i släktet Acolobus och familjen brokparasitsteklar. Arten är reproducerande i Sverige. Inga underarter finns listade i Catalogue of Life.